# Lijst van beelden in Overbetuwe
Dit is een (onvolledige) chronologische lijst van beelden in Overbetuwe. Onder een beeld wordt hier verstaan elk driedimensionaal kunstwerk in de openbare ruimte van de Nederlandse gemeente Overbetuwe, waarbij beeld wordt gebruikt als verzamelbegrip voor sculpturen, standbeelden, installaties, gedenktekens en overige beeldhouwwerken.
| Geplaatst | Omschrijving                                                           | Kunstenaar                 | Straat                                     | Plaats        | Materiaal                | Afbeelding |
| --------- | ---------------------------------------------------------------------- | -------------------------- | ------------------------------------------ | ------------- | ------------------------ | ---------- |
| 1855      | Heilig Hartbeeld                                                       | Jan Custers                | Dorpsstraat 14                             | Oosterhout    | kunstssteen              |            |
| 1950?     | Heilig Hartbeeld                                                       | onbekend                   | Kerkstraat 25 (begraafplaats)              | Driel         |                          |            |
| 1961      | Monument 1e Onafhankelijke Poolse Parachutistenbrigade oorlogsmonument | Jan Vlasblom               | Polenplein                                 | Driel         |                          |            |
| 1966      | Psalm 8                                                                | Joop Puntman               | Mozartstraat 12 (College Elst)             | Elst          | keramiek                 |            |
| 1979      | Knilles van Valburg                                                    | onbekend                   | Kerkplein                                  | Valburg       |                          |            |
| 1984      | Paardenhandel                                                          | Marcus Ravenswaaij         | Dorpsstraat                                | Elst          |                          |            |
| 1989      | Ontluiken                                                              | Piet Slegers               | van Oldenbarneveldstraat/ Eshofsestraat    | Elst          | staal                    |            |
| 1993      | Domein van de zwerm                                                    | Herman Makkink             | Kamperfoeliestraat/ De Rauwendaal          | Heteren       |                          |            |
| 1993      | Cirkel                                                                 | Cor Litjens                | Koningin Wilhelminastraat/ De Kist         | Elst          | brons, hardsteen         |            |
| 1995      | Zeven-vinger-bruggen                                                   | Joseph Semah               | Valburgseweg                               | Elst          |                          |            |
| 1999      | Straatmeubilair                                                        | Jos van Doorn              | Veldstraat/ Hoofdstraat                    | Zetten        |                          |            |
| 2000      | Het mysterie van Werenfridus                                           | Alphons ter Avest          | Rijksweg Noord / 1e Weteringsewal          | Elst          |                          |            |
| 2000      | Symbiose                                                               | Cor van Dijk               | Hoofdstraat/ Beatrixstraat                 | Zetten        |                          |            |
| 2001      | Vlechtover                                                             | Cornelia Bruinewoud        | Uilenburgsestraat/ Broekstraat             | Homoet        |                          |            |
| 2003      | Leugenbank                                                             | Jos van Doorn              | Hoofdstraat                                | Andelst       |                          |            |
| 2006      | De Hofnar                                                              | Jan Nijenhuis (kunstenaar) | Dorpsstraat bij 32                         | Elst          |                          |            |
| 2006      | Generaal-majoor Sosabowski oorlogsmonument                             | Vivien Mallock             | Polenplein                                 | Driel         |                          |            |
| 2006      | Denkbeelden                                                            | Carel Lanters              | Nieuwbouwwijk Westeraam (hoekwoningen)     | Elst          |                          |            |
| 2007      | Wolkenwijzer, rotondekunst                                             | Martijn Schoots            | Boterhoeksestraat/ Achtertraat, N837       | Heteren       |                          |            |
| 2007      | Stroomwijzer, rotondekunst                                             | Martijn Schoots            | Tielsestraat/ Valburgsestraat, N836        | Valburg       |                          |            |
| 2008      | Framewerk                                                              | Pjotr Müller               | Colosseum/ Aamsepad                        | Elst          |                          |            |
| 2008      | De Kersenplukker                                                       | Gerrie Hoogveld            | Hoofdstraat/ Bredestraat Zuid              | Herveld-Noord |                          |            |
| 2009      | De Appeleter                                                           | Erik Buijs                 | Curia                                      | Elst          |                          |            |
| 2009      | Waterrad                                                               | Jan Vos (beeldhouwer)      | Waaldijk bij 48                            | Oosterhout    |                          |            |
| 2010      | De schup en de schoefel                                                | Gé Berns                   | Zandstraat                                 | Oosterhout    |                          |            |
| 2012      | Non plus ultra                                                         | Joost van den Toorn        | Randwijkse Rijndijk/ Knoppersweg           | Randwijk      | brons, graniet, bladgoud |            |
| 2012      | Boom                                                                   | Guido Geelen               | Bachstraat en Chopinstraat (schoolpleinen) | Elst          | staal, klei, glazuur     |            |
| 2013      | Portaal                                                                | Ralph Lambertz             | Olympiasingel bij 1                        | Elst          |                          |            |
| 2014      | Moerashoeders                                                          | Dijanne van Engelen        | Kampsestraat/ De Broekakkers               | Elst          | hout                     |            |
| 2018      | Kruuzemuntje                                                           | Lia Krol                   | Rijnstraat/ Cremerstraat                   | Driel         | brons                    |            |
| 2021      | Timeline                                                               | Rob Sweere                 | Strandpark Slijk-Ewijk, Tielsestraat       | Slijk-Ewijk   | staal, aluminium         |            |
| onbekend  | sculptuur                                                              | onbekend                   | Buskesdries 9                              | Andelst       |                          |            |
| onbekend  | Punt en ruimte                                                         | Margriet Kemper            | Wanray bij 10                              | Andelst       |                          |            |
| onbekend  | De Ontmoeting                                                          | Marga Brey                 | Dorpsstraat bij 61                         | Elst          |                          |            |
| onbekend  | Poëzie in het park (Galamapark)                                        | Wilma Coehoorn             | Lange Dreef                                | Elst          |                          |            |
| onbekend  | Via Fluviale, Erfgoedmonument                                          | Harry Derks                | Grote Molenstraat bij 150                  | Elst          |                          |            |
| onbekend  | De Leugenboom                                                          | Marinus Boezem             | Dupondius/ Vicus                           | Elst          |                          |            |